# Manchester United F.C. mùa bóng 1942–43
Mùa giải 1942-43 là mùa giải thứ tư của Manchester United không cạnh tranh trong giải đấu nào bởi ảnh hưởng của cuộc Chiến tranh thế giới thứ hai.
Nhiều người trong số các cầu thủ của Manchester United đã tham gia chiến đấu trong chiến tranh, nhưng đối với những cầu thủ còn lại, Liên đoàn bóng đá Anh đã tổ chức một giải đấu đặc biệt.

## War League North Regional League First Championship
| Thời gian            | Đối thủ          | H/A | Tỷ số Bt-Bb | Cầu thủ ghi bàn                      | Số lượng khán giả |
| -------------------- | ---------------- | --- | ----------- | ------------------------------------ | ----------------- |
| 29 tháng 8 năm 1942  | Everton          | A   | 2 – 2       | Catterick, Pearson                   |                   |
| 5 tháng 9 năm 1942   | Everton          | H   | 2 – 1       | Carey, Mitten                        |                   |
| 12 tháng 9 năm 1942  | Chester          | H   | 0 – 2       |                                      |                   |
| 19 tháng 9 năm 1942  | Chester          | A   | 2 – 2       | Catterick, Roughton                  |                   |
| 26 tháng 9 năm 1942  | Blackburn Rovers | A   | 2 – 4       | Bryant, Catterick                    |                   |
| 3 tháng 10 năm 1942  | Blackburn Rovers | H   | 5 – 2       | J. Smith (3), Mitten, Morris         |                   |
| 10 tháng 10 năm 1942 | Liverpool        | H   | 3 – 4       | J. Smith (2), Mitten                 |                   |
| 17 tháng 10 năm 1942 | Liverpool        | A   | 1 – 2       | Carey                                |                   |
| 24 tháng 10 năm 1942 | Stockport County | A   | 4 – 1       | Bellis (2), Carey, Không rõ          |                   |
| 31 tháng 10 năm 1942 | Stockport County | H   | 3 – 1       | J. Smith (2), Bellis                 |                   |
| 11 tháng 11 năm 1942 | Manchester City  | H   | 2 – 1       | Pearson, own goal                    |                   |
| 14 tháng 11 năm 1942 | Manchester City  | A   | 5 – 0       | J. Smith (3), Bryant (2)             |                   |
| 21 tháng 11 năm 1942 | Tranmere Rovers  | A   | 5 – 0       | Morris (2), J. Smith (2), own goal   |                   |
| 28 tháng 11 năm 1942 | Tranmere Rovers  | H   | 5 – 1       | Pearson (2), J. Rowley (2), J. Smith |                   |
| 5 tháng 12 năm 1942  | Wrexham          | H   | 6 – 1       | J. Smith (3), Bellis (2), Bryant     |                   |
| 12 tháng 12 năm 1942 | Wrexham          | A   | 5 – 2       | J. Smith (3), Bryant, Carey          |                   |
| 19 tháng 12 năm 1942 | Bolton Wanderers | A   | 2 – 0       | Carey, Mitten                        |                   |
| 25 tháng 12 năm 1942 | Bolton Wanderers | H   | 4 – 0       | Carey (2), Bryant, Roughton          |                   |

| # | Câu lạc bộ          | Tr | T  | H | B | Bt | Bb | Hs | Điểm |
| - | ------------------- | -- | -- | - | - | -- | -- | -- | ---- |
| 3 | Sheffield Wednesday | 18 | 12 | 3 | 3 | 61 | 26 | 27 |      |
| 4 | Manchester United   | 18 | 12 | 2 | 4 | 58 | 26 | 26 |      |
| 5 | Huddersfield Town   | 18 | 10 | 6 | 2 | 52 | 32 | 26 |      |

## War League North Regional League Second Championship
| Thời gian            | Vòng đấu         | Đối thủ | H/A   | Tỷ số Bt-Bb                                        | Cầu thủ ghi bàn | Số lượng khán giả |
| -------------------- | ---------------- | ------- | ----- | -------------------------------------------------- | --------------- | ----------------- |
| 26 tháng 12 năm 1942 | Chester          | H       | 3 – 0 | Bellis (2), Mitten                                 |                 |                   |
| 2 tháng 1 năm 1943   | Chester          | A       | 1 – 4 | J. Smith                                           |                 |                   |
| 9 tháng 1 năm 1943   | Blackpool        | A       | 1 – 1 | Pearson                                            |                 |                   |
| 16 tháng 1 năm 1943  | Blackpool        | H       | 5 – 3 | Buchan (3), Bryant                                 |                 |                   |
| 23 tháng 1 năm 1943  | Everton          | H       | 1 – 4 | J. Smith                                           |                 |                   |
| 30 tháng 1 năm 1943  | Everton          | A       | 5 – 0 | J. Smith (3), Buchan, Pearson                      |                 |                   |
| 6 tháng 2 năm 1943   | Manchester City  | A       | 0 – 0 |                                                    |                 |                   |
| 13 tháng 2,1943      | Manchester City  | H       | 1 – 1 | J. Smith                                           |                 |                   |
| 20 tháng 2 năm 1943  | Crewe Alexandra  | H       | 7 – 0 | J. Smith (3), Pearson (2), Bryant, Morris          |                 |                   |
| 27 tháng 2 năm 1943  | Crewe Alexandra  | A       | 3 – 2 | Bryant (2), Broadis                                |                 |                   |
| 6 tháng 3 năm 1943   | Manchester City  | H       | 0 – 1 |                                                    |                 |                   |
| 13 tháng 3 năm 1943  | Manchester City  | A       | 0 – 2 |                                                    |                 |                   |
| 20 tháng 3 năm 1943  | Bury             | H       | 4 – 1 | J. Rowley (3), Broadis                             |                 |                   |
| 27 tháng 3 năm 1943  | Bury             | H       | 5 – 3 | Bellis, Hyde, McKay, J. Smith, own goal            |                 |                   |
| 3 tháng 4 năm 1943   | Crewe Alexandra  | H       | 4 – 1 | J. Smith (2), McKay, Hyde                          |                 |                   |
| 10 tháng 4 năm 1943  | Crewe Alexandra  | A       | 6 – 0 | J. Smith (2), Black, Bryant, W. Griffiths, Pearson |                 |                   |
| 17 tháng 4 năm 1943  | Oldham Athletic  | H       | 3 – 0 | J. Smith, Bellis                                   |                 |                   |
| 24 tháng 4 năm 1943  | Oldham Athletic  | A       | 1 – 3 | J. Smith                                           |                 |                   |
| 1 tháng 5 năm 1943   | Sheffield United | H       | 2 – 0 | Carey, J. Smith                                    |                 |                   |
| 8 tháng 5 năm 1943   | Liverpool        | A       | 3 – 1 | Bellis, Pearson, J. Rowley                         |                 |                   |
| 15 tháng 5 năm 1943  | Liverpool        | H       | 3 – 3 | J. Rowley (2), Roughton                            |                 |                   |

| # | Câu lạc bộ          | Tr | T  | H | B | Bt | Bb | Hs | Điểm |
| - | ------------------- | -- | -- | - | - | -- | -- | -- | ---- |
| 5 | Sheffield Wednesday | 20 | 9  | 8 | 3 | 43 | 26 | 26 |      |
| 6 | Manchester United   | 19 | 11 | 3 | 5 | 52 | 26 | 25 |      |
| 7 | York City           | 18 | 11 | 3 | 4 | 52 | 30 | 25 |      |